# ユナイテッド・ヘルス
ユナイテッドヘルス・グループ（英: UnitedHealth Group Incorporated）は、アメリカ合衆国ミネソタ州のミネトンカに本社を置くマネージド・ケアを提供する企業である。2018年時点で、フォーチュン500ランキングにおける総売上が大きな米国企業の第5位である。ユナイテッドヘルス・グループはヘルスケア製品と医療保険サービスを提供しており、2017年の収益が2010億ドルという世界最大のヘルスケア企業である。ユナイテッドヘルス・グループの子会社をまとめると、2016年で約1億1500万人の個人にサービスを提供している。 

## 組織構造
2011年から2012年にかけて、ユナイテッドヘルス・グループは企業再編を実施した。これは、過去の様々な買収で組み入れたブランドの撤収と、統一ブランドであるユナイテッドヘルスケアの採用を一斉に行なったものである。同社は、オプタムの名称のもと英国事業をコミッショニング・サポート (CSL) のみに焦点を絞り、2011年に英国政府の国民保健サービス(NHS)改革によって生じる機会を活用することに決めた。この目標に向けて、同社はプライマリ・ケア診療施設6つを売却した。

### オプタム
オプタム (Optum) ブランドは、グループのヘルスサービス事業を統一するため2011年に創設された。オプタムには現在5つの部門がある。
- オプタム360インサイト - ヘルスデータ分析、誠実な支払い、生命科学、リスク品質とネットワークソリューション、医療請求情報、病院と医師とヘルスシステムへの各種サービスとそのオンライン化技術。
- オプタムRx -以前は処方箋調剤と呼ばれていた薬剤給付管理で[7]、カタマラン社 (Catamaran) の買収により業務拡大された。
- オプタムケア - ヘルスケア配送サービスおよび消費者解決部門とオプタムケアを含む専門家のサポート（行動障害ヘルス（いわゆるメンタルヘルス）と薬物乱用、歯科、視覚、移植管理、その他の付随サービス）。2018年半ば時点で、直接雇用または提携した医師3万人を擁する[8]。
- オプタムバンク - 税金優遇口座を通じて消費と貯蓄を行うマネージド・ヘルスケア。
- オプタムラボ - 医療プロバイダーのための開かれた共同研究および革新開発センター。

### ユナイテッドヘルスケア
ユナイテッドヘルスケアには4つの部門がある。
- ユナイテッドヘルスケア・エンプロイア＆インディヴィジュアル - 全国の大規模雇用主向けの（従業員）医療給付制度およびサービスの提供。
- ユナイテッドヘルスケア・コミュニティ＆ステート - メディケイドプログラムを宣言するためのマネージドケア解決策を提供。
- ユナイテッドヘルスケア・メディケア＆リタイアメント - 50歳以上の個人の健康と幸福に取り組む。
- ユナイテッドヘルスケア・グローバル - 400万人を超える人々に（特にブラジルで）医療給付を施すもので、約125カ国で展開している。

2024年12月4日、CEOのブライアン・トンプソンがニューヨーク市マンハッタンの路上で射殺される事件（ユナイテッドヘルスケアCEO射殺事件）が起きた。

## 医療保険プラン
2018年時点で、ユナイテッドヘルスケアは、さまざまな提案のいくつかの製品名で、商用の団体医療保険プランを米国全域で提供している:13。ユナイテッドヘルスケア・セレクトはネットワーク外の医療機関を対象としない排他的医療給付機構 (EPO) で:2、ユナイテッドヘルスケア・セレクトプラスは優先医療給付機構 (PPO) である。
ユナイテッドヘルスケア・チョイスは専門家への往診を伴う健康維持機構 (HMO) プランとして機能するものであり、一方ユナイテッドヘルスケア・チョイスプラスはネットワーク外の補償も可能なHMOである。
ユナイテッドヘルスケア・ナビゲート、同チャーター、同コンパスは、専門医に診てもらうためにかかりつけ医師 (PCP) の紹介が必要となる、より限定的なマネージドケアプランを意味するもので、サービス提供時点プラン (POS) と似ている。

### プロバイダー・ネットワーク
ユナイテッドヘルスケアは定期的な契約交渉でプロバイダーと交渉を行なう。契約は時おり中止されることもある。主要な緊急治療医師グループであるエンビジョン・ヘルスケアとの2018年の紛争事例のように、注目度の高い契約紛争は全国のプロバイダー・ネットワークにまたがる可能性がある。
CMSは古くなった名簿を持つ保険業者に対して罰金を科すことができるため、最新のプロバイダー名簿の維持は必要不可欠である。参入条件として、ユナイテッドヘルスケアはプロバイダーが変更を通知するよう求めているが、プロバイダーからの情報を積極的に要求するための専門的出張検証 (Professional Verification Outreach) プログラムも持っている。しかしながら、プロバイダーはそれらの情報を複数のネットワーク（例えば、ユナイテッドヘルスケアの競合他社）で維持しなければならないため負担を強いられている。これら名簿を維持するための総コストは年間21億ドルと推計されており、2018年のブロックチェーン構想は名簿を共有するために始まった。

## 沿革
1974年、リチャード・テイラー・バーク(Richard Taylor Burke)がミネソタ州ミネトンカに本社を置く非公開企業のチャーター・メッド社(Charter Med Incorporated)を設立した。1977年、会社を再編してユナイテッドヘルスケア・コーポレーションがチャーター・メッドの親会社となるために設立された。ユナイテッドヘルスケアの基本的な方針には、初期のヘルス管理組織、新たに設立されたミネソタ州の医師健康保険を管理する目的があった。ユナイテッドヘルスは、1976年に最初の薬剤給付管理会社Diversified Pharmaceutical Servicesを開始した。1988年までに、小売薬局と郵便の両方で提供される薬剤給付を管理した。この事業は1994年に23億ドルでスミスクライン・ビーチャム（現:グラクソ・スミスクライン）に売却された。2005年に、ユナイテッドヘルスは、パシフィケア・ヘルス・システムズの買収に次いで、もう1つの薬剤給付管理会社のPrescription Solutionsを買収した。この事業は後にオプタムRxへとブランドが変更された。2017年時点で、オプタムRxは米国で6500万人に普及している。

### 主な買収

#### 1990年代
- 1994年:フロリダにある保険会社のラムゼイHMOを買収[21]。
- 1995年:メトラヘルスInc.を16.5億ドルで買収。メトラヘルスは、トラベラーズ保険会社とメットライフで知られるメトロポリタンライフ生命保険会社の団体ヘルスケア事業を統合して設立された非公開会社である[要出典]。
- 1996年:アーカンソー州、メリーランド州、ケンタッキー州、テネシー州でHMOを運営しているヘルスワイズ・オブ・アメリカを買収[22]。
- 1998年:アリゾナ州で最大規模のAHCCCS プロバイダー運営企業であるヘルスパートナー・オブ・アリゾナを買収[23]。

#### 2000年代
- 2001年:子会社のエヴァー・ケア(EverCare)がライフマーク・ヘルス・プランズと合併[24]。
- 2002年:ジオ・アクセス（英語版）とメディケイド保険会社のアメリチョイスを買収[25]。
- 2003年:メリーランド州、ワシントンDC、バージニア州、デラウェア州、ウェストバージニア州でサービスを提供している保険会社ミッド・アトランティック・メディカル・サービスを買収[26]。また同年に、ヘルスケア貯金口座のプロバイダーであるゴールデン・ルール・フィナンシャルを買収[27]。
- 2003年7月21日にオプタムバンクが、ユタ州ソルトレイクシティでユタ州公認の産業融資企業として営業を開始。 元々はExante Bankと名付けられ、2008年にはオプタムヘルスバンクに、2012年にオプタムバンクと社名を変更した。オプタムバンクは、7400万人以上の人々にサービスを提供しているオプタム（ユナイテッドヘルス・グループの系列企業）の金融サービス部門の一部である[28]。
- 2004年:4月にウィスコンシン州の医療保険を営むタッチポイント・ヘルス・プランを買収[29]。7月にオックスフォード・ヘルス・プランズ（英語版）を買収し、ニューヨークを拠点とするユナイテッドヘルスの小規模団体契約は現在全てオックスフォード・ヘルス・プランズの製品である。
- 2005年:12月にパシフィケア・ヘルス・システムズ（英語版）を92億ドルを買収する件で、規制当局による最終承認を受ける。反トラスト法の規制事項を満たすべく、ツーソンとボルダー (コロラド州)にあるパシフィケアの商用医療保険事業の一部を売却することに合意し、またブルー・シールド・オブ・カリフォルニア（英語版）とのネットワークアクセス契約を終了することに合意した[30]。ツーソン事業はシグナ（英語版）に売却された[30]。同12月に、ジョン・ディア・ヘルスケアを買収した[31]。
- 2007年:3月にシエラ・ヘルス・サービスInc.を26億ドルで買収するための最終契約に署名。シエラはネバダ州の会員31万人と、全米の高齢者および政府プログラムの32万人に医療給付およびサービスを提供している。司法省からの承認条件として、ユナイテッドヘルスはクラーク郡 (ネバダ州)とナイ郡 (ネバダ州)のそれぞれのセキュアホライズンズ・メディケア・アドバンテージHMOを売却するよう求められた。同社は、慣例的な（買収）完了条件の下で、これらの会員をヒューマナ・インク（英語版）に移行することに合意した[32]。
- 同年9月に、ヘルスネットの北東部ライセンス子会社を2年間にわたって最大5億7000万ドルの支払いで買収することに合意した[33]。

#### 2010年代
- 2010年7月:インジェニックスは病院の高視力分野向け医療情報プロバイダーであるPicisを買収した[34]。
- 2011年:オプタム・ヘルスがラクロス (ウィスコンシン州)のロジスティクス・ヘルスInc.を買収した[35]。2014年9月に、同社の拠点であるオフィスビルがユナイテッドヘルス・グループに4500万ドルで売却された[36][37]。
- 2012年2月:慢性疾患の患者やメディケイド二重適格者など、特殊ニーズのあるメディケア受給者に主に焦点を当てたメディケア・アドバンテージ医療保険のスポンサー、XLヘルスの買収を完了した[38]。
- 2012年10月:ユナイテッドヘルス・グループとブラジル最大の医療保険会社の1つ Amil Participaçõesは、合併の第一段階を完了した[39]。
- 2014年10月:アリーア（英語版）のヘルスサービス部門を現金6億ドルで買収[40]。
- 2015年3月:カタマランRxがオプタムRx（ユナイテッドヘルス・グループ企業）に買収されることが発表された[41]。
- 2017年2月:ラリーヘルスInc.の買収を完了[要出典]。
- 2017年12月:ダヴィタ・メディカル・グループ（英語版）を49億ドルで[42]、バンメディカ（英語版）を28億ドルで買収した[43]。

## 財務
2017年度のユナイテッドヘルス・グループの収益は106億USドル、年間売上高は2012億USドルで、前会計年度比8.8％の増加である。ROEは24.4%である。同社の株式は1株あたり139ドル以上で取引されており、2018年9月の時価総額では2485億ドル以上と評価された。 
| 年   | 売上高 百万USドル | 当期純利益 百万USドル | 総資産 百万USドル | 株価 USドル | 従業員  |
| ---- | ----------------- | --------------------- | ----------------- | ----------- | ------- |
| 2005 | 46,425            | 3,083                 | 41,288            | 45.24       |         |
| 2006 | 71,542            | 4,159                 | 48,320            | 44.83       |         |
| 2007 | 75,431            | 4,654                 | 50,899            | 45.91       |         |
| 2008 | 81,186            | 2,977                 | 55,815            | 28.40       |         |
| 2009 | 87,138            | 3,822                 | 59,045            | 23.10       |         |
| 2010 | 94,155            | 4,634                 | 63,063            | 29.20       |         |
| 2011 | 101,862           | 5,142                 | 67,889            | 41.68       |         |
| 2012 | 110,618           | 5,526                 | 80,885            | 50.04       |         |
| 2013 | 122,489           | 5,625                 | 81,882            | 60.29       | 156,000 |
| 2014 | 130,474           | 5,619                 | 86,382            | 78.28       | 170,000 |
| 2015 | 157,107           | 5,813                 | 111,254           | 111.06      | 200,000 |
| 2016 | 184,840           | 7,017                 | 122,810           | 131.31      | 230,000 |
| 2017 | 201,159           | 10,558                | 139,058           | 183.48      | 260,000 |

## 政府との交渉
2010年、ユナイテッドヘルス・グループは好都合な法案が通るよう働きかけるロビー活動に180万ドル以上を費やし、代わりに活動してくれる7つの異なるロビー団体を雇った。さらに、その会社のユナイテッド・フォー・ヘルス と呼ばれる政治行動委員会 (PAC) は、2010年に追加で100万ドルをロビー活動に費やした。
ユナイテッドヘルス・グループの子会社QSSIは、HealthCare.govのウェブサイトで作業するためにアメリカ合衆国保健福祉省に雇われた請負業者55社のうちの1社である。

### 医療制度改革
2010年から2011年にかけて、ユナイテッドヘルスの上級幹部は医療制度改革法の影響を限定的に抑えるため、主要な健康保険会社の幹部と毎月会合を開いた。
2016年4月、ユナイテッドヘルスはACAの下で提供される「ひと握り」の州の医療取引を除いて全部撤退すると発表し、2017年には3州のみで販売を継続する予定であると発表した。

## 法的事案
2006年に発覚した、従業員向けストックオプションを巡る不正行為は訴訟へと発展し、CEOのウィリアム・W・マグワイアは同年10月に辞任を余儀なくされた。また、ストックオプションでの数億ドルを放棄した。翌年12月にマグワイアが4億6800万ドルを返金する条件での和解が、証券取引委員会より発表された。ユナイテッドヘルス・グループに対しての訴訟はまだ未確定である。
2006年6月、米国カイロプラクティック協会は、ユナイテッドヘルス・グループが所有しカイロプラクティックの利益を管理する米国カイロプラクティック・ネットワーク(ACN)に対して、全国集団訴訟を提訴した。またユナイテッドヘルス・グループ自身に対しても、連邦RICO法に違反しているとして訴訟手続きを行った。

### ストックオプション・バックデーティングの調査と訴訟
2006年、証券取引委員会(SEC)は、ストックオプションのバックデーティングに関して、ユナイテッドヘルス・グループの経営陣および取締役の行動調査を開始した。またアメリカ合衆国内国歳入庁とニューヨーク州南部地区の米連邦地検検察官も調査を開始し、彼らが同社から（証拠としての）文書提出を命じた。
2006年3月のウォール・ストリート・ジャーナルにおいて、ユナイテッドヘルス・グループ経営陣による数億ドル相当の明らかなストックオプションのバックデーティングを論じた一連の詮索記事の後に、この調査が明るみに出た。紙面によると、このバックデーティングは明らかに取締役の知識および承認があって行われたものだった。大株主は、元ニュージャージー州知事トーマス・ケインおよびユナイテッドヘルス・グループの他の取締役がフィデューシャリー・デューティーを履行しなかったとして提訴した。

### マグワイアの辞任
2006年10月15日、マクガイア博士はユナイテッドヘルス・グループ会長兼取締役の地位を直ちに退き、従業員のストックオプションのスキャンダルに関与したため2006年12月1日にCEOとしても辞任することが発表された。同時に、社長およびCOOを務めていた取締役会役員のステファン・J・ヘムスリーが、後任としてCEOに就任することが発表された。ユナイテッドヘルスからのマクガイアの退職金は約11億ドルと予想されており、米国企業の歴史において最大のゴールデンパラシュートとなったようである。
マクガイアの退職金は2009年5月21日に、エリザベス・エドワーズが『ザ・デイリー・ショー』にて、商用保険に代わる公的代替案に対する彼女の主張を支持するためにその話を持ち出したことで、再び論争の的となった。ある時点でエドワーズは「ユナイテッドヘルスの社長は非常に多くのお金を稼ぎ、この国で医療に費やされた毎700ドルにつき1ドルが彼への支払いに充てられた」と指摘し、医療保険市場における競争復活の重要性を強調した。2005年のマクガイアの推定報酬は5962万ドルから1億2480万ドル の範囲とされていて、ユナイテッドヘルス・グループの収益が710億ドルだった、したがって、ユナイテッドヘルス・グループの保険料に支払った毎700ドルに1ドルがマクガイアの支払いに充てられた、とエドワーズ夫人が解釈していた可能性がある。

### マグワイアのSECとの和解
2007年12月6日、SECはバックデート訴訟の一部和解として、マグワイアが民事罰の700万ドルを含む4億6800万ドルを返金する条件下での和解を発表した。彼はまた、株式会社の役員や取締役としての職務を10年間禁じられた。これは、サーベンス・オクスリー法のもとで殆ど適用されなかった「クローバック」条項が、SECによって個人に対して初めて適用された事例となった。2008年にユナイテッドヘルス・グループ自身とその元顧問弁護士双方に対する訴訟を解決した後も、SECは調査を継続した。

### インジェニックス（現オプタムインサイト）の案件
2008年2月、ニューヨーク州司法長官アンドリュー・クオモは合理的で慣習的な料金を操作することにより消費者を欺く医療保険会社の手口への業界規模の調査を発表した。この発表には、クオモが「インジェニックスInc.と親会社のユナイテッドヘルス・グループ、および追加3つの子会社に対して訴訟を起こす」ことを意図する声明が含まれていた。クオモは、インジェニックスが維持管理している医療費のデータベースで発見された料率が、彼が特定の医療費の実際の費用であると判断したものよりも低いことが自らの調査によって判明したと主張した。この不適切さが医療プロバイダーの主張の一部を医療保険会社が否定することを可能にしており、それによって会員にコストダウンを押し付けている、とクオモは語った。
2009年1月13日、インジェニックスはニューヨーク州検事とヘルス価格データベースの独立性に関する調査で和解合意したと発表。この和解の下、ユナイテッドヘルス・グループとインジェニックスは、新たなヘルスケア価格データベースを開発する予定の新たな非営利団体に5000万ドルの資金を拠出することになった。インジェニックスは、新団体がその製品を利用可能にしたときに、自社の医療価格データベースを廃止する予定となった。同社は利益相反行為があったと認めたが、不正行為は認めなかった。
2009年1月15日、ユナイテッドヘルス・グループは、ネットワーク外の給付を支払わないことに対して米国医師会、ユナイテッドヘルス・グループの会員、医療プロバイダー、および州内の医学会により連邦裁判所に提起された3件の集団訴訟について3億5000万ドルでの和解を発表した。この和解は、クオモとの似たような和解の2日後に起こった。
2009年10月27日、クオモは、消費者が医師を選ぶ前に価格を比較できるWebサイトのみならず消費者払い戻しのための全国規模のデータベースを構築する、独立した非営利団体FAIR Health（公正なヘルス）の創設を発表した。FAIR Healthに資金を拠出するため、司法長官室はエトナ、ユナイテッドヘルス・グループ、アンセムなどの保険会社から1億ドル近くを確保した。 

### メディケア過大請求訴訟
2011年に提訴された内部告発訴訟は、ユナイテッドヘルス・グループのデータ分析部門がメディケア・アドバンテージ社からのリスク調整スコアを増大することで、メディケアの詐欺行為（過大請求）を支援したことを咎めたものである。この訴訟は、ユナイテッドヘルス・グループの子会社インジェニックス（現:オプタムインサイト）が「米国で数億ドル、おそらく数十億ドルを詐取した」と主張している。元ユナイテッドヘルス幹部ベンジャミン・ポーリングがこの訴訟を虚偽請求取締法(FCA)のもと提訴した。政府はヘルスケア企業2社（ユナイテッドヘルスとそのテキサス子会社ウェルメド・メディカル・マネジメント）に対する訴訟を進めると述べた。2017年2月、司法省が訴訟に加わると発表した後、連邦裁判官が訴訟を公開した。

## 政策研究組織の所有
ルーウィン・グループ(Lewin Group)は、ヘルスケアおよび福祉サービスの問題と政策に関する経済分析を提供する政策研究所を兼ねたコンサルティング会社である。同組織は約40年間存在しており、その間に発生した多くの所有変更を通じて無党派層の評判を維持してきた。2007年に、ルーウィン・グループはユナイテッドヘルス・グループの子会社インジェニックスに買収されたが、親会社ユナイテッドヘルス・グループからの編集および分析上の「独立性」を主張している。
ルーウィン・グループは、その所有を報告書とWebサイトで開示している。ルーウィン・グループがいかなる法制にも賛成反対しないと主張している一方、民主党と共和党の両政治家ともに、米国のさまざまな医療改革の提案を批判し反対するため、同社の調査をしばしば引用している。例えば、民主党上院議員ロン・ウィデンはルーウィン・グループの推計を利用して、健康アメリカ人法(HAA)の私案について実現可能性を挙げている。元米下院議員エリック・カンター（元共和党院内幹事）は、政府資金による医療保険の提案に反対して、この組織を「無党派のルーウィン・グループ」と呼んでいる。最近は、ルーウィンの調査研究の幾つかが、国民医療改革に公的医療保険制度を含めることへの賛成反対の両方を議論するために使用されている。しばしばその調査結果を引用するルーウィンの顧客には、公共案を支持するべく依頼したルーウィン調査を最近提示したコモンウェルス・ファンドが含まれる。その報告書では、（公的保険制度を作る）法制立案がおおむね普遍的な補償範囲を達成し、「公的制度は現在の中小企業政策よりも少なくとも9％安い中小企業保険を提供できると推定する」ことが示された。しかしながら、ルーウィン・グループはたまに顧客が依頼された研究結果を公表しないことを選ぶことがあると認めている。実際、ルーウィン・グループの副社長ジョン・シェイルズはワシントン・ポスト紙で「時々、顧客が見たいものを正確に示していない調査研究が出てきます。そしてそのような場合、彼らにはその調査研究を無かったことにする選択肢があるのです」と語っている。

## 財団
ユナイテッドヘルス・グループは、ユナイテッドヘルス財団および1999年に設立されたユナイテッドヘルスケア・チルドレンズ財団の2つの財団を有している。非営利の私的財団として1999年にユナイテッドヘルス・グループによって設立されて以来、ユナイテッドヘルス財団は医療とヘルスケアの改善に1億7000万ドル以上を拠出している。